# Epirrhoe altivaga
Epirrhoe altivaga är en fjärilsart som beskrevs av Louis Beethoven Prout 1938. Epirrhoe altivaga ingår i släktet Epirrhoe och familjen mätare. Inga underarter finns listade i Catalogue of Life.